# Stationsbuurt (Delft)

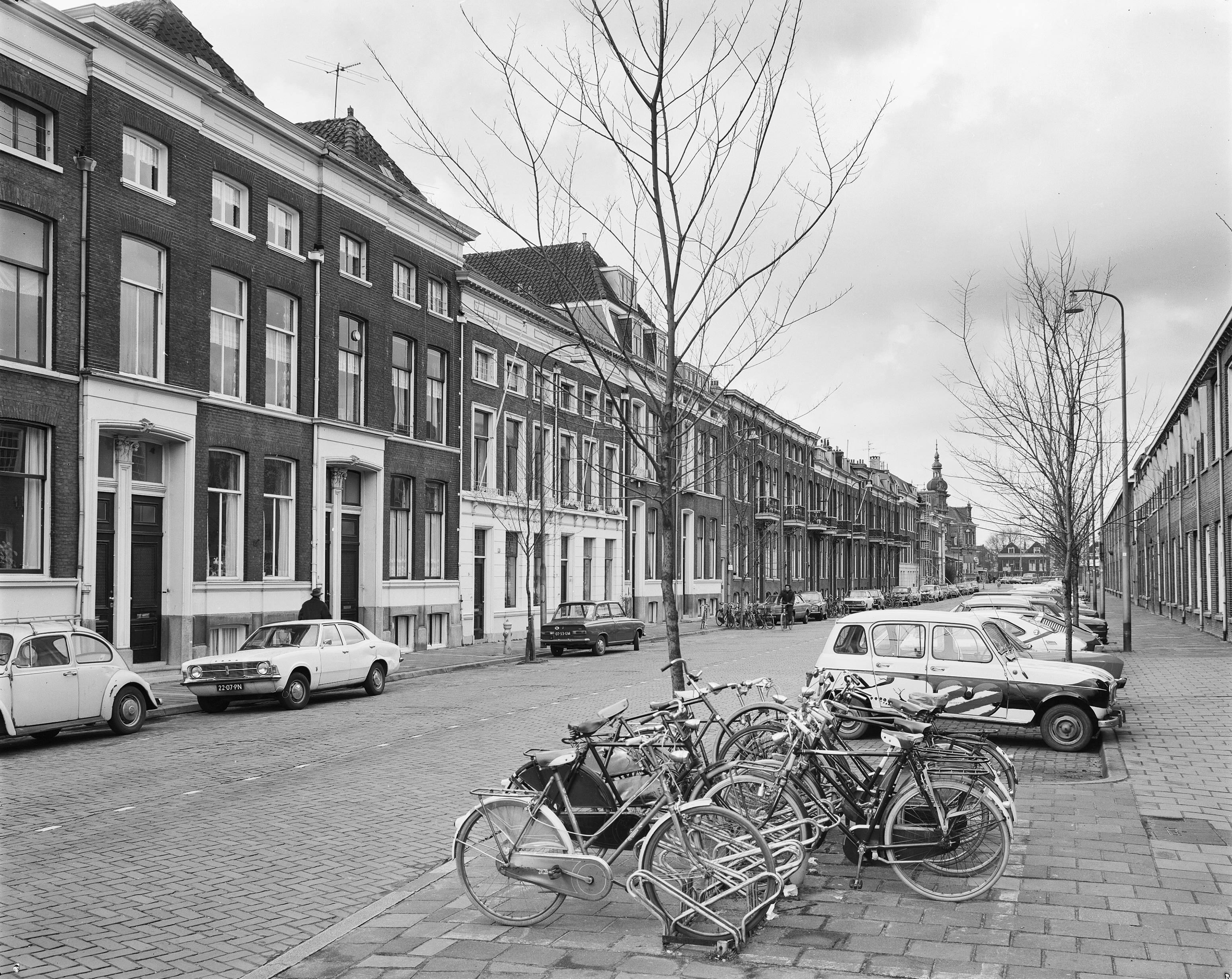
Van Leeuwenhoeksingel (1974)

De stationsbuurt van de Nederlandse stad Delft was een kleine stadsbuurt rond het treinstation, ingeklemd tussen de bovengrondse spoorlijn in het westen, en de historische binnenstad in het oosten. De buurt werd gerekend tot de stadswijk Binnenstad.
De buurt komt al voor op historische stadskaarten uit de zeventiende eeuw, en was de eerste stadsuitbreiding van Delft in westelijke richting. In de beginjaren stond het bekend als de houttuinen, ofwel de plek waar het hout van de stad lag opgeslagen. Vanaf 1679 werd er ook geschut en munitie gefabriceerd, en transformeerden de houttuinen in militaire constructiewerkplaatsen. De wapenfabricage werd in 1924 gestaakt, en de bijbehorende gebouwen werden langzaam afgebroken. Rond de eeuwwisseling stonden nog enkele fabrieksgebouwen overeind, om huisvesting te bieden aan bedrijfjes en organisaties, zoals reptielenhuis Serpo.
Prominent aanwezig in de stationsbuurt was het stationsgebouw uit 1885. Op het naastgelegen stationsplein krioelde het van bussen, auto's, taxi's en fietsen. Direct ten zuiden van het station stonden de negentiende-eeuwse herenhuizen aan de Van Leeuwenhoeksingel, en richting het noorden was er volop bedrijvigheid aan de Houttuinen. Zo kon men logeren in Hotel Kok, een biertje drinken bij café Bert en Ernie (voorheen 't Koetsiertje), of dansen in het Stationskoffiehuis.
De stationsbuurt werd in 2009 vrijwel geheel met de grond gelijk gemaakt. De bewoners van met name de Van Leeuwenhoeksingel hadden vooraf nog geprobeerd om de ontwerpers van de spoorzone op andere gedachten te brengen en hun straat van de sloop te redden. De straat, die geen monumentale status had, paste echter niet in het bestemmingsplan. Tijdens de sloopactiviteiten werden op particulier initiatief verschillende historische bouwmaterialen en ornamenten uit de buurt veiliggesteld, in de hoop deze in een latere fase weer ergens in de spoorzone te kunnen laten terugkeren. Enkel het stationsgebouw, dat in 2002 de status van rijksmonument had gekregen, werd van de sloop gespaard.